# Kloster Ebersberg

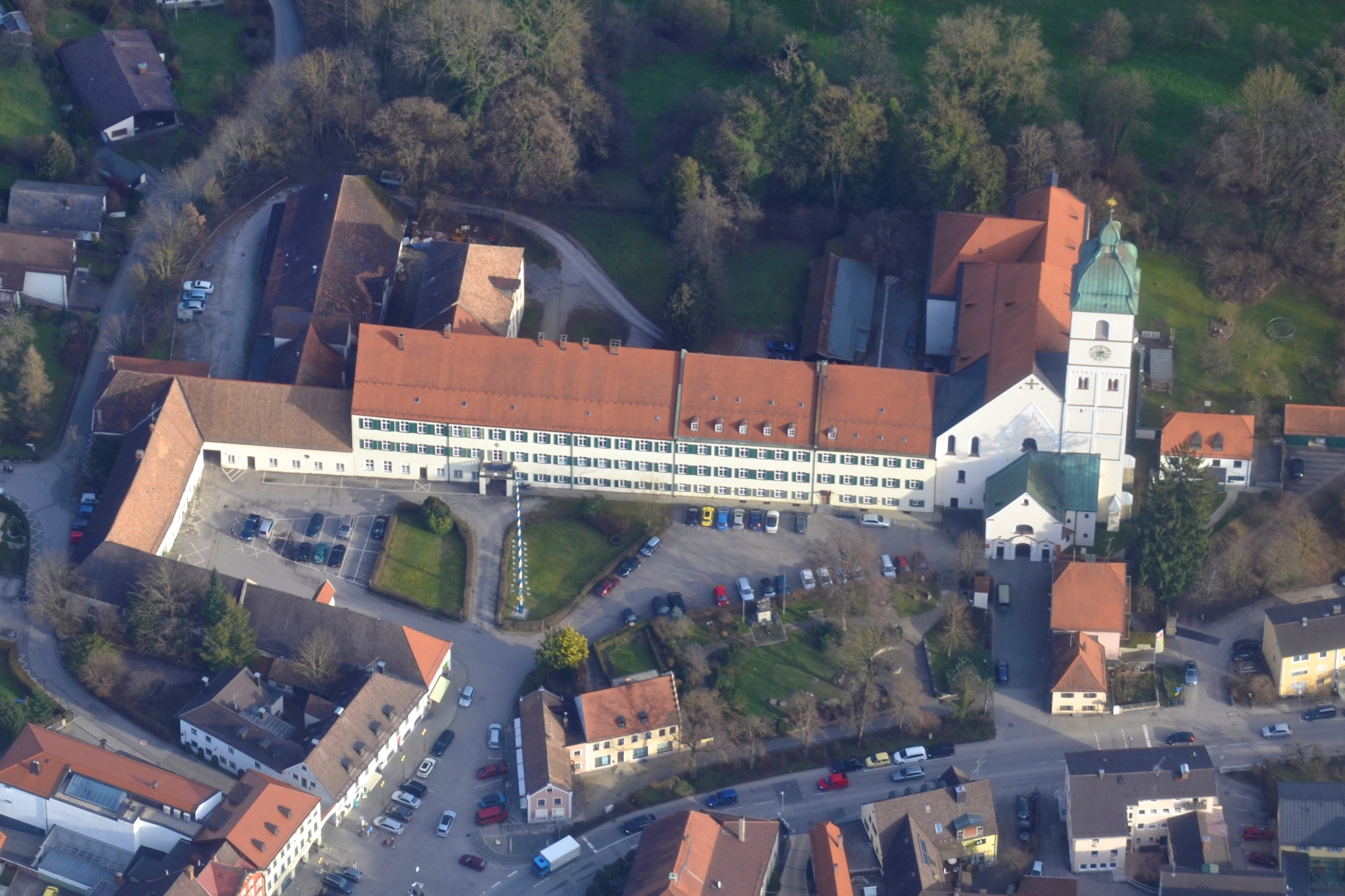
Das Kloster Ebersberg in der heutigen Form. Das Finanzamt Ebersberg ist im rechten Teil des Konventgebäudes (mit Dachgauben) untergebracht. Der linke Gebäudeteil sowie die Nebengebäude gehören zur Schlossbrauerei Ebersberg.

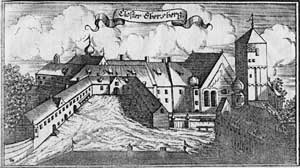
Stich des Klosters aus dem „Churbaierischen Atlas“ des Anton Wilhelm Ertl 1687
Blick von Norden (ca. vom heutigen Rathaus); vorne befindet sich der Marktplatz, der Gebäudetrakt (mit Tor) dahinter existiert nicht mehr, so dass Marktplatz und Schlossplatz heute eine Einheit bilden.

Das ehemalige Kloster Ebersberg war fast sechs Jahrhunderte eine Abtei des Benediktinerordens im oberbayerischen Ebersberg im damaligen Bistum Freising. Gegründet wurde es als Augustiner-Chorherren-Stift, später war es eine Ordensniederlassung der Jesuiten, dann des Malteserordens.

## Geschichte
Das der heiligen Maria und dem heiligen Sebastian geweihte Kloster wurde 934 an der Stelle der ehemaligen Burg Ebersberg durch Eberhard und Adalpero, Grafen von Sempt gegründet. Von 934 bis 1013 Augustiner-Chorherrenstift, war es 1013 bis 1595 Benediktinerkloster. Hunfried, der erste Probst der Augustiner, erhielt auf einer Reise nach Rom von Papst Stephan VIII. einen Teil der Hirnschale des Hl. Sebastian, die Grundlage einer für das Stift lukrativen Wallfahrt für die Heilung von der seinerzeit häufigen Pest wurde. Die Benediktiner kamen im Jahr 1013 aus St. Ulrich in Augsburg durch Graf Ulrich von Ebersberg in das Kloster. Der Abt Williram von Ebersberg gilt in der Klostergeschichte durch seine Neuordnung der wirtschaftlichen Verhältnisse und der Schreibschule als einer der größten Reformatoren. Der Konvent verfügte über weit gestreuten Besitz und entsprechende Einkünfte bis in den Alpenraum, so ist etwa Ebersberger Besitz im späten 11. Jahrhundert in Bozen nachgewiesen.
Herzog Heinrich XVI. (1393–1450) von Bayern-Landshut brannte das Kloster im Streit mit Albrecht III. von Bayern-München nieder. Zu Zeiten des Deutschen Bauernkrieges kam es auch unter den Bauern des Klosters zum Aufstand.
Das Kloster wurde 1595 von Papst Clemens VIII. aufgehoben und die Gebäude Jesuiten übergeben. Dies geschah auf Betreiben von Herzog Wilhelm V., der dazu im Angesicht der Reformation schwindende Klosterdisziplin und die zerrütteten Klosterfinanzen zum Anlass nahm. Gegen Ende des 16. Jahrhunderts war die Zahl der dem Kloster zugehörigen Mönche auf nur noch fünf gefallen. Zuletzt lebten im Kloster neben dem Administrator sechs Mönche, die bei der Auflösung in das Kloster Mallersdorf versetzt wurden. Bereits zuvor waren zwei Klosterbrüder von Herzog Wilhelm strafversetzt worden. 1773 wurde der Jesuitenorden aufgelöst, 1781 vernichtete ein Großbrand Teile der Anlage. Sie wurde dem neugebildeten Großpriorat Bayern des Malteserordens übergeben, das sie wieder aufbaute. 1808 wurde das Großpriorat aufgelöst, die Klostergebäude gingen teilweise in staatlichen, teilweise in privaten Besitz über. Bis 1974 war in einem Teil des Klosters die erstmals im Jahre 1400 urkundlich erwähnte Schlossbrauerei Ebersberg beheimatet. In Folge erheblicher Investitionen der Münchner Brauersfamilie Schmederer zählte diese Anfang des 20. Jahrhunderts zu den modernsten Braustätten Oberbayerns und zu einem der wichtigsten Arbeitgeber Ebersbergs.
Heute befinden sich in den Klostergebäuden unter anderem das Finanzamt sowie die Verwaltung der Schlossbrauerei Ebersberg, welche 2019 wieder eröffnet wurde. Die Klosterkirche St. Sebastian ist katholische Pfarrkirche.

## Siehe auch

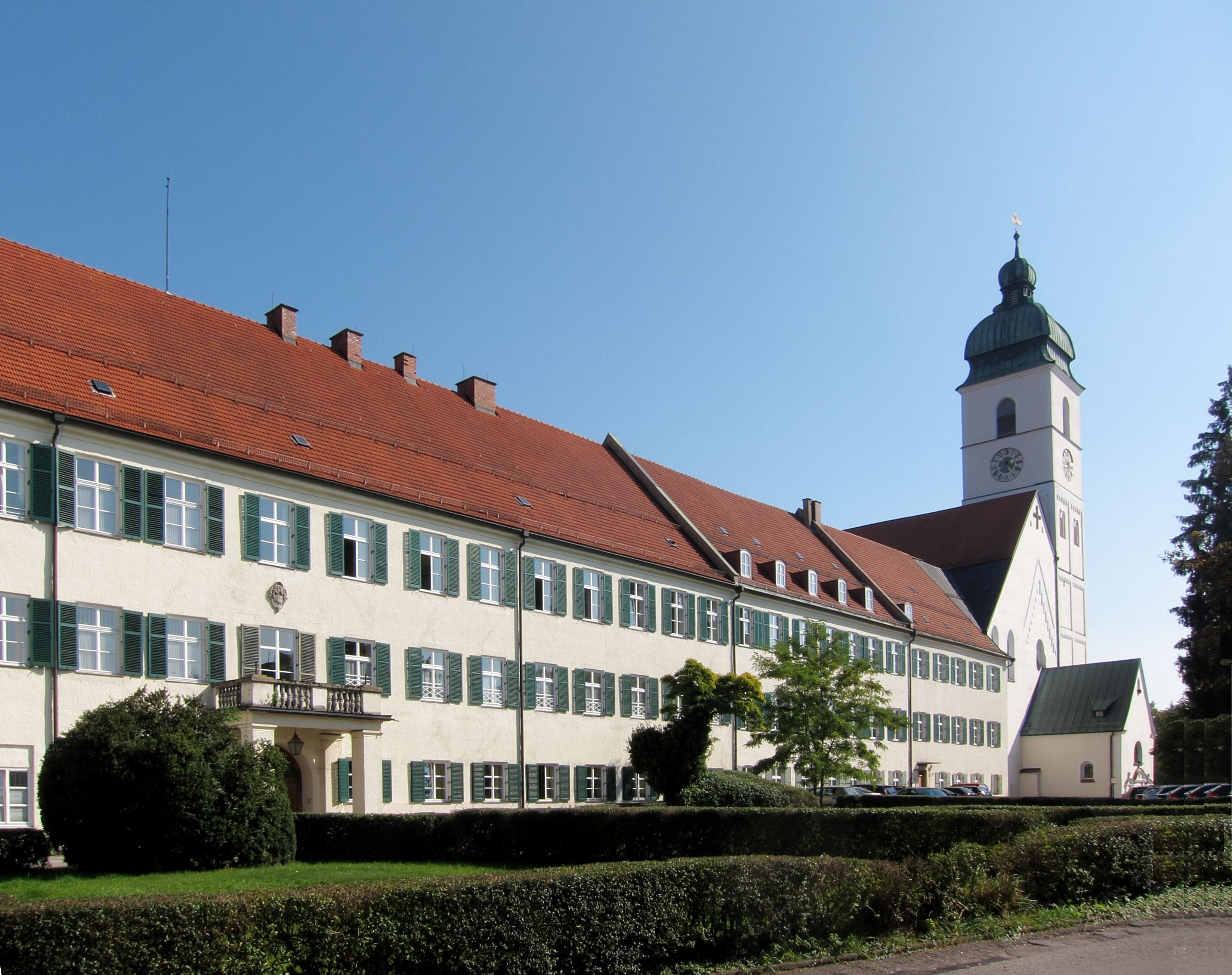
Die Anlage heute